# Castillo de Orlík nad Vltavou

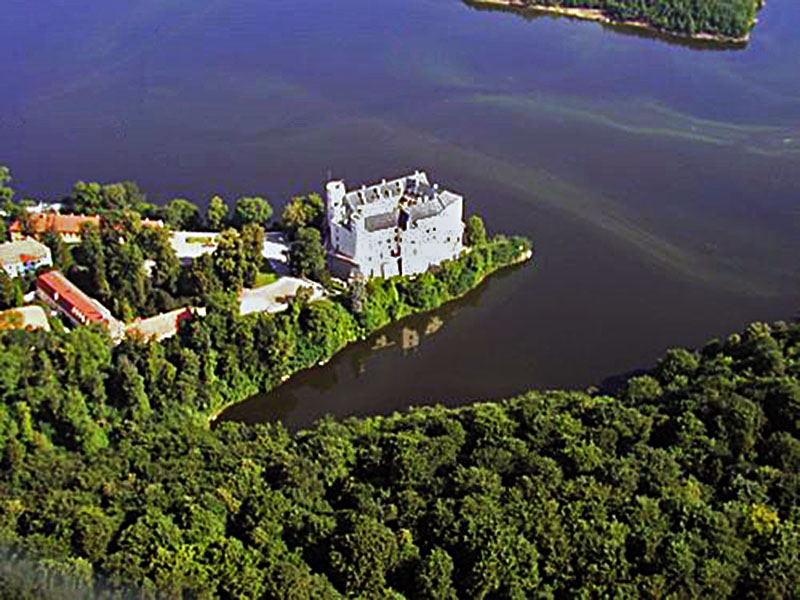
Vista aérea del castillo y presa.

El castillo de Orlík nad Vltavou (en checo: Zámek Orlík, en alemán: Burg Worlik) se encuentra en la región de Bohemia Meridional (República Checa) situado sobre un saliente de rocas dispuesto hacia el noreste en la margen izquierda del río Moldava, cuya anchura es de aproximadamente 80 metros en el suroeste y cuya base va bajando gradualmente en su punta. El campo circundante de la planta del castillo cambió notablemente con la construcción de la presa de Orlík, en 1960-1962. El castillo, que desde 1992 se encuentra de nuevo en poder de la familia Schwarzenberg, es hoy uno de los monumentos más famosos y visitados de Bohemia. 

## Historia

### El castillo en los siglosXIIIyXIV

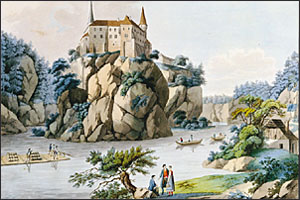
Visión histórica del castillo Orlík y del Moldava.

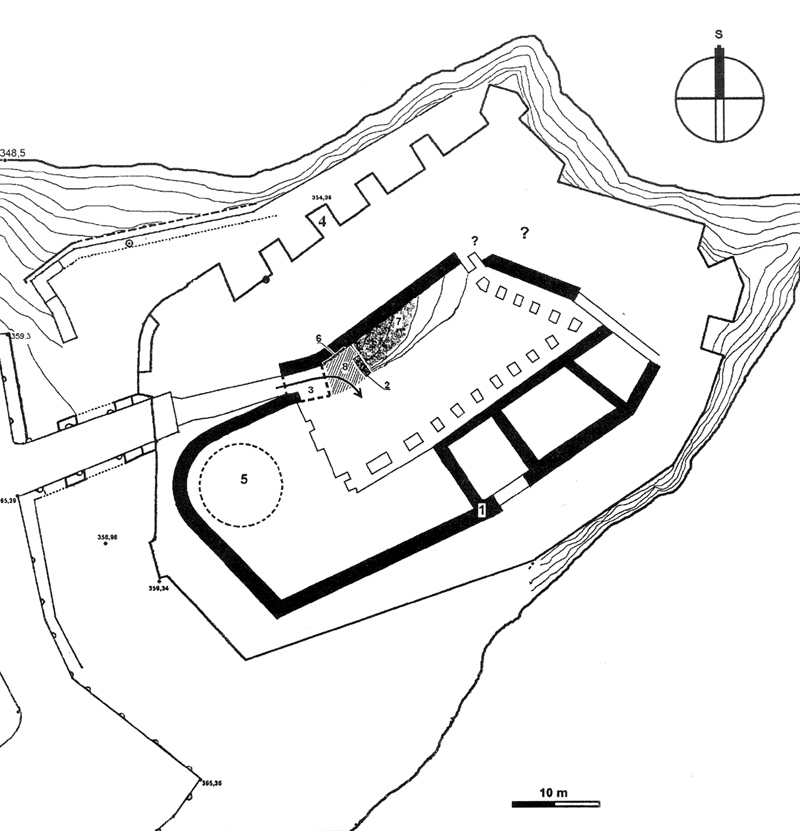
Plano General de la Citadela con anotaciones de las fases más antiguas de las obras del Castillo (en negro). Según Grabolle/ Hrubý/ Militký 2002, 113 Imag. 16.

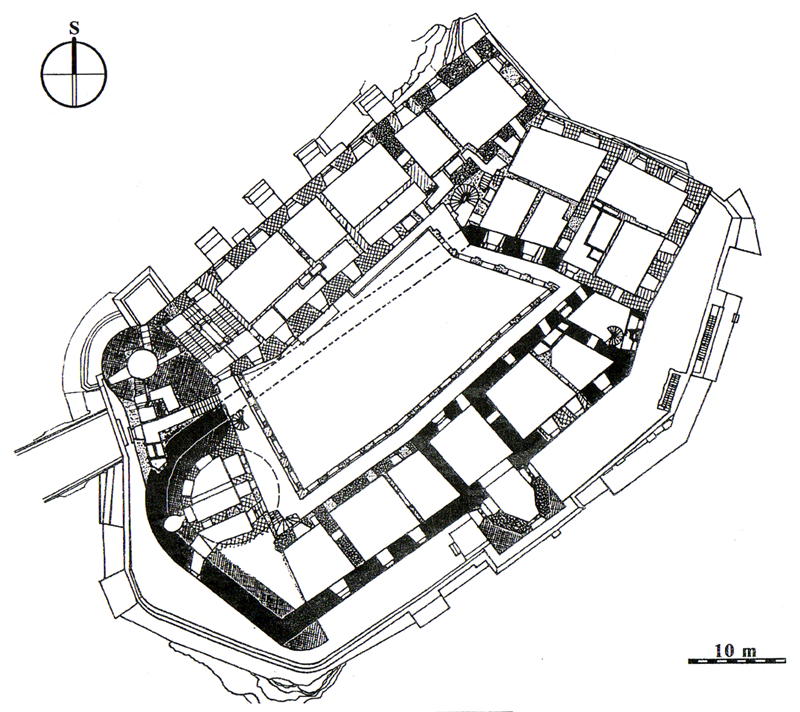
Dibujo de la planta del primer piso del castillo, con anotaciones sobre las fases más antiguas de la obra, con la dirección original del muro norte (con rayas); punteado en blanco - Obras de remodelación gótica del y principios del en la esquina norte y nen la capilla; cruces densas - Muros de refuerzo de la época del Zmrzlík de Svojšín (1420-1440); cruces ligeras- primera reforma bajo los Señores de Švamberk en 1514; relleno- Reformas de la época barroca; punteado- Reformas de los siglos y. Según Grabolle/ Hrubý/ Militký 2002, 112 Img. 15, ligeramente modificada según Varhaník 1998, 18 Img. 8.

Orlík se constituyó como castillo real hacia el final del periodo del gobierno de Přemysl Otakar II (1253-1278), sin partir de la existencia previa de una estructura predecesora. Entre otras cosas, sus funciones eran la protección de un vado y el cobro de impuestos en el Moldava. Durante los llamados años malos, entre 1288 y 1289, el castillo era una posesión del partido de Zawisch von Falkenstein, que se encontraba en lucha abierta junto con otros nobles contra el poder real, representado por el brandenburgiano conde Otto IV, regente en nombre de Wenzel II.

### Las reformas durante elsigloXV
En los años del 1407 hasta el 1508, el castillo fue posesión de la familia Zmrzlík de Schweißing. Su más considerable representante, Pedro Zmrzlík de Schweißing (†1421), miembro del consejo real y tesorero del rey Wenzels IV, compraba el castillo en 1407 a Ondřej Huller. 1408 comenzaba Zmrzlík, amigo del magistrado Jan Hus y apasionado partidario de su doctrina, con el reforzamiento del sistema defensivo por medio de la ampliación del muro occidental y la creación de una batería de torres en la esquina noroeste. 
Se han mantenido hasta hoy algunos de las cámaras reservadas para las armas de fuego, desde las cuales se podía hostigar la calle y el Moldaufurt. También los hijos de Petr Zmrzlík, Vacláv y Jan, participaron activamente en las campañas hussitianas. En 1422 estuvo como huésped en el castillo el importante jefe militar Jan Žižka z Trocnova.

### Las reformas renacentistas bajo Švamberks
Después de un catastrófico incendio en 1508, el castillo fue vendido en 1514, en un estado ruinoso y abandonado, a Kryštof de Švamberk, quien comenzaba enseguida con la reconstrucción. Durante el tiempo de la segunda reforma realizada por los señores de Švamberk en el año 1575, el castillo fue remodelado en el estilo renacentista y adicionado un segundo piso al ala noroeste, además de añadir una serie de arcadas al patio interior.

### Las reformas desde elsigloXVIIalXX
El castillo conoció otras reformas desde 1719, fecha en la que pasó a ser posesión de la familia Schwarzenberg a través del príncipe Adán Francisco de Schwarzenberg. Sus sucesores añadieron elementos primeramente en estilo barroco, en 1802 y después de un asolador incendio, en estilo clásico. En 1873 murió en el castillo el príncipe Edmundo de Schwarzenberg,mariscal de campo de Austria-Hungría, y a finales del siglo XIX se añadieron tres torreones en el estilo neogótico que determina esencialmente hoy la imagen de la edificación. 
Del vasto precastillo en el sudoeste, delante del profundo foso, sólo se han mantenido algunas escasas construcciones auxiliares, probablemente del siglo XVIII; los edificios restantes fueron aparentemente derruidos con anterioridad.